# 잭 배리
존 조지프 "잭" 배리(영어: John Joseph "Jack" Barry, 1887년 4월 26일~1961년 4월 23일)는 미국의 전직 프로 야구 선수이자 감독이다. 1900년대와 10년대에 메이저 리그 베이스볼(MLB)에서 유격수와 2루수로 활약했으며, 우투우타였다. 11시즌 동안 아메리칸 리그(AL)의 필라델피아 애슬레틱스, 보스턴 레드삭스에서 뛰었다. 통산 1223경기에 출전해 1009안타, 10홈런, 429타점, 532득점, .243의 타율을 기록했다.

## 생애
존 조지프 배리는 1887년 4월 26일 코네티컷주 메리던에서 아일랜드 케리주 출신 이민자 부부였던 패트릭과 메리 두한 베리 사이의 첫째로 태어났다. 아버지 패트릭은 술집을 운영했다. 배리는 세인트로즈 교구 학교와 메리던 고등학교를 다녔는데, 고등학교에서 내야 수비 실력을 인정받아 1902년 가을 홀리크로스 예비 학교에 진학했다. 예비 학교에서 2년간, 홀리크로스 대학교에서 4년간 내야의 모든 포지션을 소화했다. 홀리크로스에서의 마지막 해였던 1908년, 여러 메이저 리그 팀이 그를 스카우트하려고 했다. 하지만 그는 필라델피아 애슬레틱스 감독 코니 맥의 동생 톰 맥의 권유를 받아들였다.